# Kalamis
Kalamis (V wiek p.n.e.) – rzeźbiarz grecki, jeden z głównych (obok Myrona) przedstawicieli stylu surowego, działający około 475-450 p.n.e.
Pracował głównie w Atenach, ale także m.in. w Beocji i Sykionie. Uznawany jest za prekursora Fidiasza w stosowaniu techniki chryzelefantynowej. Źródła literackie wspominają kilkanaście prac, wykonanych przez Kalamisa dla różnych miast greckich. Miał tworzyć wizerunki bogów, głównie w brązie (np. Hermes Krioforos dla Tanagry, Apollo dla Apollonii Pontyjskiej), wyjątkowo w marmurze (Dionizos dla Tanagry). Słynął z doskonałych rzeźb koni – był autorem zwycięskich rumaków z zaprzęgu Hierona w Olimpii z około 467 p.n.e. (twórcą posągu tyrana na kwadrydze był Onatas). Tworzył także pełne surowego wdzięku posągi kobiece, takie jak Afrodyta Sosandra, stojąca swego czasu w Propylejach ateńskich. W jego dziełach można zaobserwować pozostałości tendencji artystycznych, charakterystycznych dla sztuki greckiej okresu archaicznego.
Do naszych czasów nie zachował się żaden z posągów Kalamisa. Jednak niektórzy uczeni przypisują Kalamisowi autorstwo brązowego posągu Posejdona, wydobytego z morza koło przylądka Artemizjon. Poza tym dwie rzymskie kopie greckich rzeźb mają być kopiami zaginionych dzieł artysty. Jest to posąg Apollin Aleksikakos, kopia Apollina na Omfalosie, oraz tzw. Aspazja, za wzorzec której posłużyć miał posąg Afrodyty Sosandry.

## Galeria

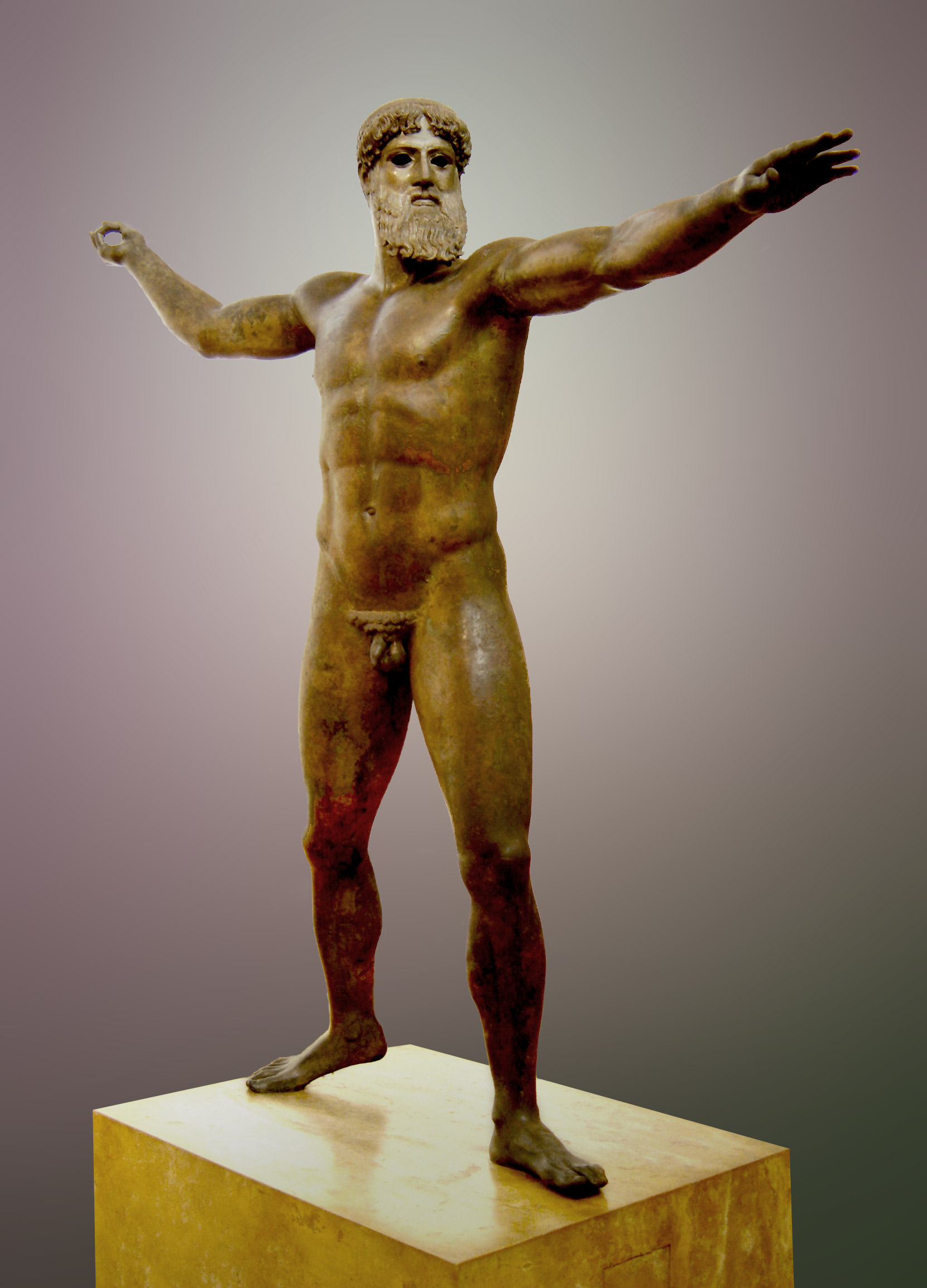
Posąg Posejdona z Przylądka Artemizjon, Narodowe Muzeum Archeologiczne w Atenach
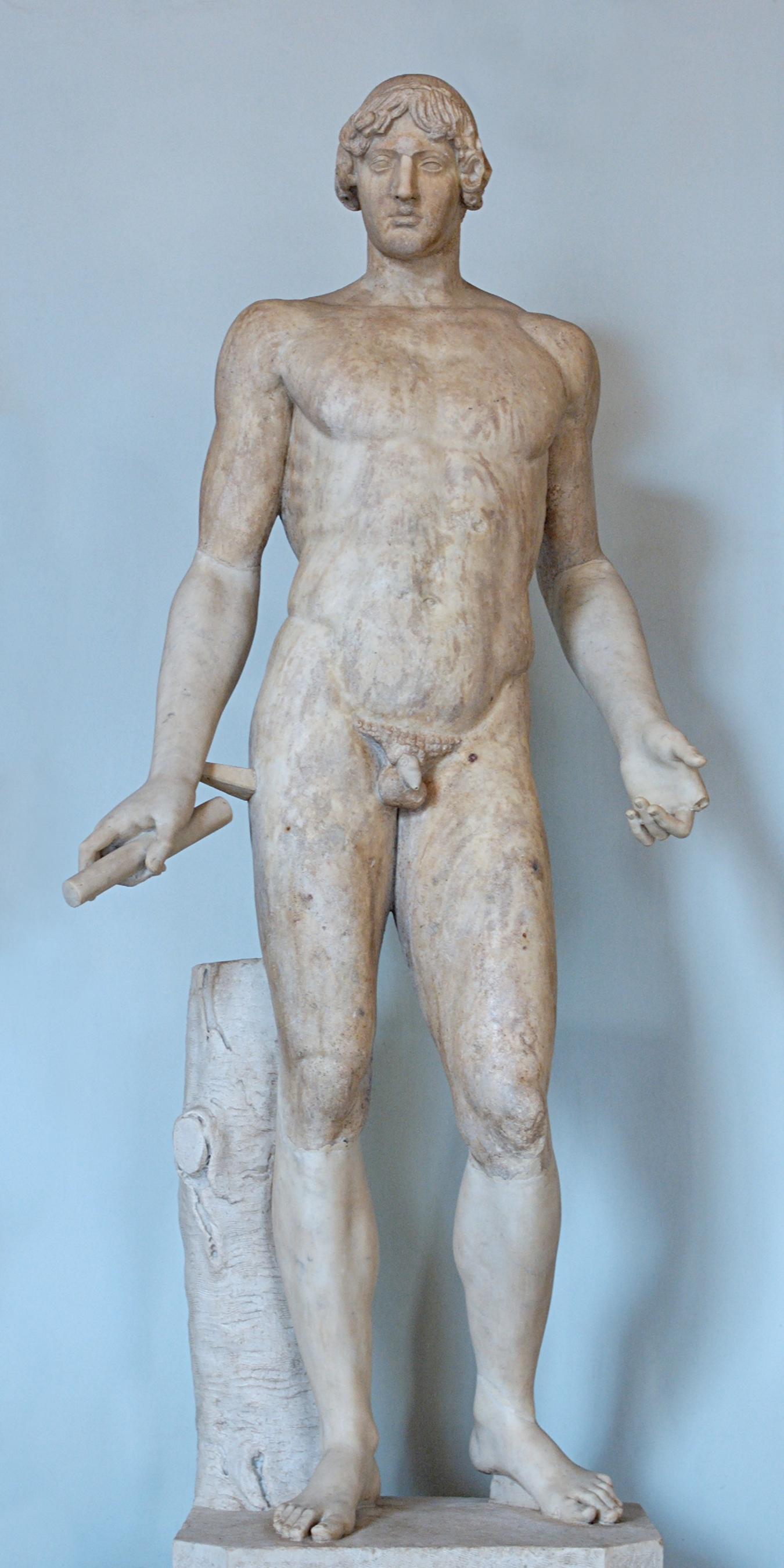
Apollin Aleksikakos, kopia Apollina na Omfalosie, Muzeum Kapitolińskie w Rzymie
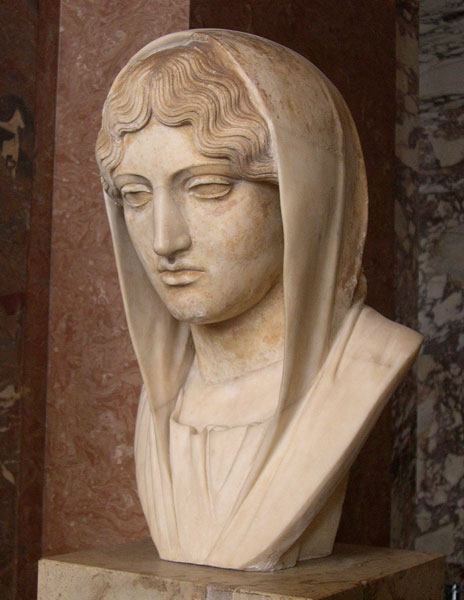
Głowa tzw. Aspazji, kopii Afrodyty Sosandry, Luwr